# Кубок Европы по художественной гимнастике 2024
1-й Кубок Европы по художественной гимнастике проходил в 2024 году в Баку, Азербайджан. Турнир проводился с 3 по 5 мая 2024 года. Комплекты медалей разыгрывались в индивидуальном многоборье и отдельных видах (обруч, мяч, булавы, лента), групповом многоборье среди сеньорок, а также в командном многоборье и отдельных видах среди юниорок.

## Страны-участницы
37 стран мира принимала участие в кубке Европы 2024 года по художественной гимнастике в Баку. Всего выступало 162 участницы.
- Австралия (1)
- Австрия (4)
- Азербайджан (12)
- Ангола (1)
- Андорра (3)
- Бельгия (3)
- Болгария (9)
- Венгрия (9)
- Греция (1)
- Грузия (12)
- Египет (2)
- Израиль (9)
- Индия (2)
- Испания (2)
- Италия (11)
- Кипр (5)
- Латвия (4)
- Люксембург (4)
- Канада (2)
- Кыргызстан (5)
- Республика Корея (6)
- Коста-Рика (2)
- Куба (2)
- Молдова (4)
- Монголия (3)
- Румыния (10)
- Сербия (4)
- Словения (2)
- США (1)
- Узбекистан (1)
- Украина (2)
- Франция (4)
- Хорватия (2)
- Черногория (3)
- Чехия (4)
- Швейцария (5)
- Эстония (5)

## Медалисты
| Вид соревнований                             | Золото                                                                                                | Серебро                                                                                         | Бронза |
| -------------------------------------------- | --- | ----------------------------------------------------------------------------------------------- | --- |
| Финалы в индивидуальных упражнениях          | |                                                                                                 | |
| Кросс-батл                                   | Стилиана Николова · Болгария                                                                          | София Раффаэли · Италия                                                                         | Дарья Атаманов · Израиль                                                                                                  |
| Обруч                                        | София Раффаэли · Италия                                                                               | Боряна Калейн · Болгария                                                                        | Вера Тугулкова · Кипр |
| Мяч                                          | Боряна Калейн · Болгария                                                                              | Кристина Драган · Румыния                                                                       | Даниэла Муниц · Израиль                                                                                                   |
| Булавы                                       | Стилиана Николова · Болгария                                                                          | София Раффаэли · Италия                                                                         | Вера Тугулкова · Кипр |
| Лента                                        | Боряна Калейн · Болгария                                                                              | Вера Тугулкова · Кипр                                                                           | София Раффаэли · Италия                                                                                                   |
| Финалы в групповых упражнениях               | |                                                                                                 | |
| Групповое многоборье                         | Израиль · Шани Баканов · Адар Фридман · Роми Парицки · Офир Шахам · Диана Сверцов                     | Италия · Мартина Кентофанти · Агнес Дуранти · Алессия Маурелли · Даниела Могуеран · Лаура Парис | Азербайджан · Гюллю Агаларзаде · Ляман Алимурадова · Камилла Алиева · Зейнаб Гумметова · Елизавета Лузан · Дарья Сорокина |
| 5 обручей                                    | Израиль · Шани Баканов · Адар Фридман · Роми Парицки · Офир Шахам · Диана Сверцов                     | Италия · Мартина Кентофанти · Агнес Дуранти · Алессия Маурелли · Даниела Могуеран · Лаура Парис | Болгария · София Иванова · Камелия Петрова · Рейчел Стоянов · Магдалина Миневска · Маргарита Василева                     |
| 3 ленты + 2 мяча                             | Болгария · София Иванова · Камелия Петрова · Рейчел Стоянов · Магдалина Миневска · Маргарита Василева | Италия · Мартина Кентофанти · Агнес Дуранти · Алессия Маурелли · Даниела Могуеран · Лаура Парис | Азербайджан · Гюллю Агаларзаде · Ляман Алимурадова · Камилла Алиева · Зейнаб Гумметова · Елизавета Лузан · Дарья Сорокина |
| Финалы в индивидуальных упражнениях (юниоры) | |                                                                                                 | |
| Командное многоборье                         | Израиль · Мейтал Мааям Сумкин · Алона Тал Франко                                                      | Болгария · Дара Малинова · Магдалена Валкова                                                    | Румыния · Лиза Гарац · Амалия Лика                                                                                        |
| Обруч                                        | Алона Тал Франко · Израиль                                                                            | Амалия Лика · Румыния                                                                           | Дара Малинова · Болгария                                                                                                  |
| Мяч                                          | Мейтал Мааям Сумкин · Израиль                                                                         | Илаха Бахадырова · Азербайджан                                                                  | Магдалена Валкова · Болгария                                                                                              |
| Булавы                                       | Алона Тал Франко · Израиль                                                                            | Амалия Лика · Румыния                                                                           | Дара Малинова · Болгария                                                                                                  |
| Лента                                        | Мейтал Мааям Сумкин · Израиль                                                                         | Шамс Агагусейнова · Азербайджан                                                                 | Амалия Лика · Румыния |

## Медальный зачёт
*   Принимающая страна (Азербайджан)
| Место          | Страна         | Золото | Серебро | Бронза | Всего |
| -------------- | -------------- | ------ | ------- | ------ | ----- |
| 1              | Израиль        | 7      | 0       | 2      | 9     |
| 2              | Болгария       | 5      | 2       | 4      | 11    |
| 3              | Италия         | 1      | 5       | 1      | 7     |
| 4              | Румыния        | 0      | 3       | 2      | 5     |
| 5              | Азербайджан*   | 0      | 2       | 2      | 4     |
| 6              | Кипр           | 0      | 1       | 2      | 3     |
| Всего стран: 6 | Всего стран: 6 | 13     | 13      | 13     | 39    |